# Villalbilla de Burgos
Villalbilla de Burgos è un comune spagnolo di 1 388 abitanti situato nella comunità autonoma di Castiglia e León.